# Xylosma raimondii
Xylosma raimondii är en videväxtart som beskrevs av H.O. Sleum.. Xylosma raimondii ingår i släktet Xylosma och familjen videväxter. Inga underarter finns listade i Catalogue of Life.